# Petra Mayer (Weinkönigin)
Petra Mayer (* 4. April 1966 in Schliengen) ist eine deutsche Wein- und PR-Fachfrau und ehemalige Deutsche Weinkönigin.
Petra Mayer stammt aus einem kleinen Familienweingut im südlichen Markgräflerland. Sie war zunächst örtliche Weinprinzessin in Schliengen und in den Jahren 1987/1988 Badische Weinkönigin. Im Oktober 1988 wurde sie in Berlin zur 40. Deutschen Weinkönigin gewählt und übte diese Funktion 1988/1989 aus.
Mit ihrer Amtszeit begann sich das Bild der Deutschen Weinkönigin in der Öffentlichkeit zu ändern. Als erste legte sie die bis dahin obligatorische traditionelle Tracht bzw. Dirndl ab und zog auch bei offiziellen Terminen Jeans an. Zum ersten Mal gab es offizielle Presse-Fotos einer Weinkönigin ohne Krone und sie wagte etwas, was vor ihr keine andere „Weinmajestät“ getan hatte: Sie äußerte sich zu weinbaupolitischen Fragen wie dem Glykolskandal oder der Mengenregulierung.

## Ausbildung
Petra Mayer absolvierte von 1983 bis 1985 zunächst eine Winzer-Lehre beim Weingut Julius Zotz in Heitersheim sowie beim Staatlichen Weinbauinstitut in Freiburg. Anschließend legte sie in Geisenheim das Fachabitur ab und studierte von 1986 bis 1992 an der FH Wiesbaden / Forschungsanstalt Geisenheim mit dem Abschluss als Dipl.-Ing. für Weinbau, Kellerwirtschaft und Marketing (FH). 1991 absolvierte sie ein berufsbezogenes Praktikum im südafrikanischen Stellenbosch als Assistant Wine Maker der Stellenbosch Farmers Winery. In ihrer Diplomarbeit beschäftigte sie sich mit den „Chancen zur Optimierung von Weintourismus als Teil einer Kommunikationsstrategie am Beispiel der Organisation Wines of South Africa.“

## Beruflicher Werdegang
Ihre berufliche Laufbahn begann sie 1991/1992 als PR Assistentin bei der Marketing-Agentur „das Team“ in Mainz. Dort war sie zuständig für die bundesweite PR-Betreuung der Rheinland-Pfälzischen Winzerfeste. 1992/1993 arbeitete sie für die Exportabteilung der Trierer Korkindustrie. 1993 bis 1995 war sie Senior Consultant bei der PR-Agentur PR & P in Wiesbaden und verantwortete die Projektleitung für die PR – Arbeit „Österreichischer Wein“.
Im November 1995 gründete sie ihre eigene PR-Agentur „pm-kommunikation“ in Baden-Baden. Zu ihren internationalen Kunden zählen u. a. Wines of South Africa, Georgian Winefamily in Georgien, Fetzer Vineyards und Bonterra in Kalifornien sowie Alois Lageder und San Patrignano in Italien.
In den zwölf Jahren, in denen sie die strategische PR-Arbeit für die südafrikanische Weinwirtschaft in Deutschland verantwortet, hat sich der Import von Weinen aus diesem Land von sechs Millionen Liter auf über 70 Millionen Liter mehr als verzehnfacht. Südafrika ist seit 2008 das erfolgreichste Weinland aus Übersee auf dem deutschen Markt und sowohl nach Menge als auch nach Wert das viertwichtigste Wein-Importland nach Italien, Spanien und Frankreich.